# Jövőt Építők Generációja Egyesület

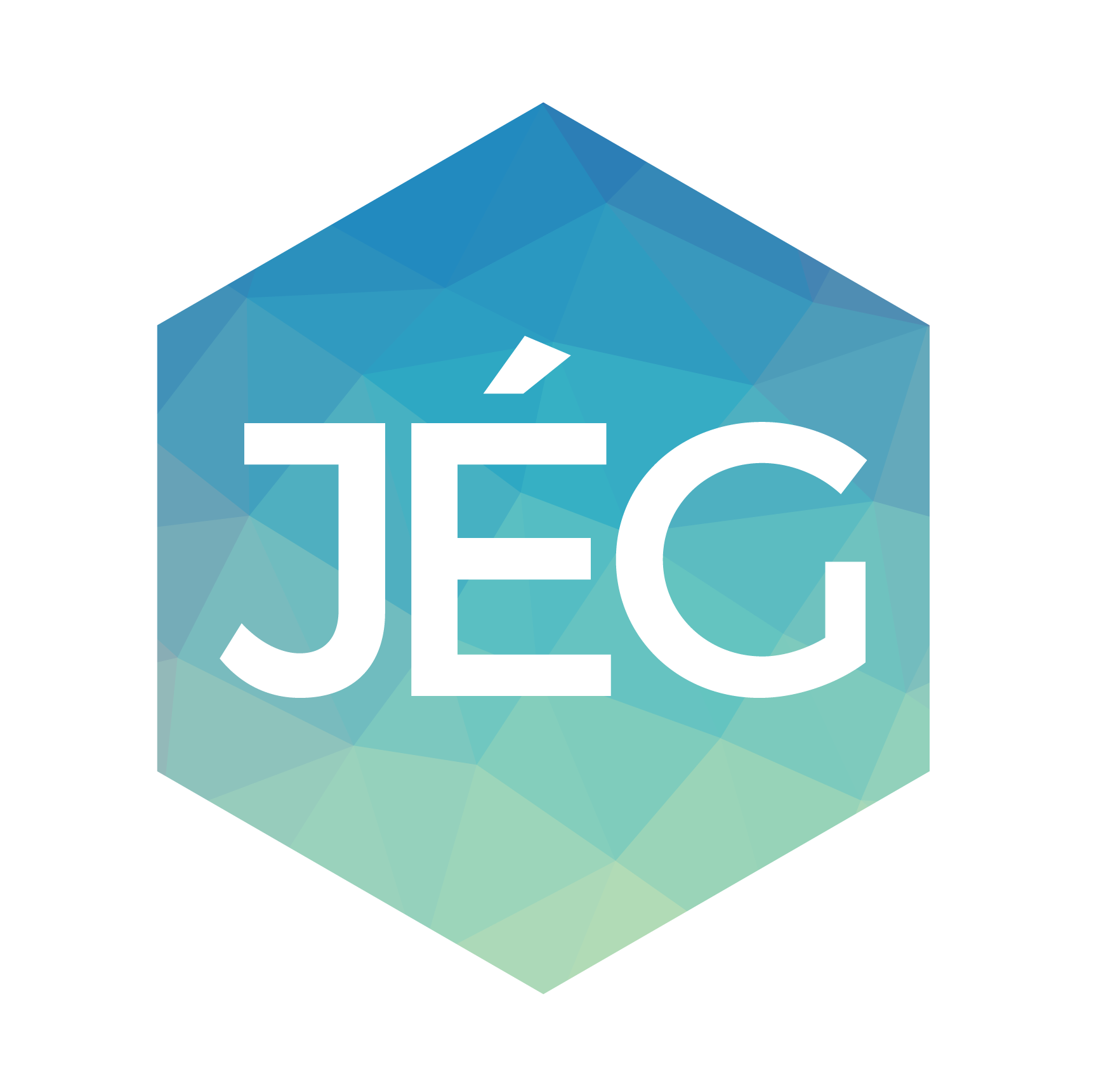
Jövőt Építők Generációja

A Jövőt Építők Generációja Egyesület (JÉG) egy 2016-ban bejegyzett nonprofit szervezet. A missziója, hogy a tehetséges és fejlődni vágyó fiatalokat felkutassa, és olyan környezetet biztosítson nekik, amelyben a legjobbat tudják kihozni magukból.  A jelenleg több mint 100 tagból álló szervezetben a tagok megszerezhetik a három alappillérből álló JÉG Diplomát.

## Történet
A JÉG egy civilszervezet, amely hivatalosan 2016-ban alakult és mostanra már több mint 120 aktív tagja van országszerte. A különlegessége, hogy a tagok bármilyen egyetemről jelentkezhetnek, és szerezhetik meg a presztízsértékű JÉG Diplomát, amelynek megszerzéséhez minimum három évre van szükség.
Az Egyesület elnökségi tagjai:
- Farkas Dezső, Babson College MBA Candidate,[2] elnök
- Farkas Márta, elnökségi tag
- Brém Gergő, elnökségi tag
- Fallmann Bálint, elnökségi tag
- Mózes Gergely, elnökségi tag

Az alapítás óta különböző tehetséggondozó programokat hoztak létre, amelyek elsősorban gyakorlati tudást és networking lehetőségeket nyújtanak a tagok számára. Jól ismert vállalkozók, multinacionális vállalatok, és számos híres magánszemély támogatja és finanszírozza innovatív ötleteiket annak érdekében, hogy a fiatalok térítésmentesen vehessek részt a JÉG Diploma programban. Egy másik érdekesség, hogy a Budapesti Corvinus Egyetemen a JÉG által szervezett Kari Napok eseményen történt 2016. április 13-án a szabványos 3x3-as Rubik-kockák felhasználásával elkészített 9000 pixeles mozaik kirakása, azaz a legtöbb kirakott magyar rubik kocka rekordja, amely az Ernst&Young Tanácsadó Kft. támogatásával valósult meg.
Annak érdekében, hogy biztosítva legyen a minőségi hosszú távú fejlődése a szervezetnek, létrehoztak egy magasan képzett, híres, és sikeres üzletemberekből és üzletasszonyokból álló vezetői testületet.

## Program

### JÉG Diploma Program
A JÉG Diploma három alappillérről álló képzési rendszer, amelynek célja, hogy a tagjai a saját választott területükön a kitűnő teljesítményt nyújtó tehetségek, vezetők és szakemberek legyenek.

#### InnerTalent
Az InnerTalent a fiatalok számára egy 10 kihívásból álló fejlesztő programot tartalmaz. A kihívásokat az alábbi kategóriába sorolhatjuk:
- 1- 3. kihívás – Egyént fejlesztő kihívások, például interjú készítése egy sikeres emberrel.
- 4. – 5. kihívás – Csapatmunkát fejlesztő kihívások, például jótékonysági projekt szervezése.

Az első 5 kihívás a fiatalok soft-skilljeinek fejlesztésére szolgál. Ezután a fiatalok szakmai területet választanak maguk számára a további kihívások teljesítéséhez.
- 6.-8. kihívás – Egyéni szakmai kompetenciák fejlesztése.
- 9.-10. kihívás – Szakmai tudás elmélyítése és ismertetése: JÉG Szakdolgozat megírása, amely egy  30-35 oldalas színvonalas anyag elkészítéséből áll.

#### Kurzusrendszer
Kurzusrendszeren résztvevő fiatalok az őszi és tavaszi félév során átlagosan 5-7 kurzuson vehetnek részt többek között olyan témákban, mint a gazdasági, vállalkozási, marketing vagy a webfejlesztési alapok. Az egyes kurzusok végén a fiatalok a sikeresen teljesített számonkérés (beadandó, szóbeli vagy írásos vizsga) után kapja meg a kurzuson megszerezhető kreditpontokat. 

#### Látókörbővítő események
A JÉG tagjai számára olyan látókörbővítő eseményeket szervez, mint a Google-est, ahol a Google, Facebook, Microsoft, Amazon állásinterjú kérdéseit gyűjtjük össze és teszteljük a tagokat, vagy JÉG Nemzetközi kapcsolatok keretében szakmai és nemzetközi témákat felölelő előadásokat hallgathatnak meg, valamint elindítottam egy fiatalokról szóló Podcast sorozatot is. A Cooling Night eseményen pedig havonta egy híres embert hívnak meg, aki bemutatja élete sikereit és bukásait.

### Mentor Est[9]
A mai kor tendenciája, hogy sok fiatal még húszas évei végére is keresi az útját. A legtöbb fiatal ma már nem elégszik meg a biztos karrierrel, már-már generációs sajátosságnak tekinthető a siker iránti éhség. A legtöbben azonban csak a cél megfogalmazásáig jutnak el, elérni azonban nehézkesen sikerül. Ezeknek az ambiciózus fiataloknak nyújt segítséget a JÉG a Mentorest program keretén belül, ahol a szerencsés magyar fiatalok a szakmájukban kiemelten sikeres emberekkel beszélgethetnek négyszemközt. Az eseményen a szervezet felsorakoztatja a legkiválóbb szakembereket szinte minden területről, hogy pár órára mentorként tudják segíteni az eseményen részt vevő fiatalokat. Az eseményre 18-35 éves fiatalok pályázhatnak.

### Középiskolás Verseny[10]
A versenyben 3 fős csapatok küzdenek meg egymással, ahol elsősorban közismereti, közgazdaságtani illetve logikai kérdéseket teszünk fel nekik. A kérdések megválaszolásában lehet használni külső forrásokat, azonban a logikai feladatok megoldásában nagymértékben figyelembe vesszük a kreativitást és egyediséget. A verseny 3 selejtező fordulóból áll, amelyeket online módon megvalósul meg. A selejtező 10 legjobb csapata pedig bejut a tavasszal megrendezésre kerülő országos döntőbe, ahol az álmaik vállalkozási/üzleti ötletét kell összeállítaniuk és prezentálniuk a szakmai zsűri előtt a Budapesti Corvinus Egyetemen.

### Társadalmi érzékenyítés[12]
A JÉG Egyesület tagjai a társadalmi felelősségvállalást figyelembe véve folyamatosan dolgoznak, hogy az Egyesület célját beteljesítve segítsenek a fiatalok fejlesztésében a JÉG Diploma program révén. Ezen céljukon felül a JÉG számára fontos, hogy tagjai ezen tevékenységükön részt vehessenek olyan eseményeken, projektekben is, amelyek további értéket teremtenek a társadalom számára és szociálisan érzékenyítik a JÉG tagjait. Emiatt a társadalmi felelősségvállalás már a JÉG felvételi rendszer során kiemelt szerepet kap, ugyanis a 3 hónapos bevonó program során a jelentkezőknek egy CSR tevékenységet is meg kell szervezniük, hogy teljesjogú taggá válhassanak az Egyesületben. Ennek köszönhetően kétszer is megrendezésre került a JÉG Mosolynap a Vörösmarty-téren, felmérték a kerékpározási szokásokat, de szerveztek már szemétszedést, véradást, kutyasétáltatást vagy árvaház-látogatást.

## Konferencia
A JÉG változatos témákban szervez nemzetközi konferenciákat, amelynek célja a tudásmegosztás, a "Best-Practice" átadása.

### The Legends of Tomorrow
A konferencia második részében 32 fiatal vett részt 4 országból (Bulgária, Lengyelország, Magyarország, Törökország) 2017. április 17 – 23. között, melyet Magyarországon rendeztek meg.

### The Builders of the Future
A konferencia 2017. október 16 – 21. között zajlott 45 fiatal vezető részvételével. Az öt napos eseményre 14 országból érkeztek a résztvevők (Albánia, Belgium, Bulgária, Egyiptom, Jordánia, Lengyelország, Litvánia, Magyarország, Németország, Olaszország, Portugália, Spanyolország, Románia, Törökország).

### Entrepreneurial Lab
A konferencia első részére 2017. október 23-31. között került sor Bansko városában Bulgáriában. Ezen eseményen 5 ország 42 fiatal képviselője vett részt (Bulgária, Egyesült Királyság, Lengyelország, Magyarország és Törökország).

### BIG4 konferencia
Kiemelt rendezvény volt a Big4 konferencia, melyen a 4 legnagyobb könyvvizsgáló cég partnerei és vezetői vettek részt.